# Raphael Samuel
Raphael Samuel   (Londres, 26 de desembre de 1934 - Londres, 9 de desembre de 1996) va ser un historiador britànic marxista, descrit per Stuart Hall com "un dels intel·lectuals més destacats i originals de la seva generació". Va ser professor d'història a la University of East London fins a la seva mort i també va ensenyar al Ruskin College a partir de 1962.

## Biografia
Samuel va néixer a una família jueva a Londres. El seu pare, Barnett Samuel, era advocat i la seva mare, Minna Keal, Minna Nerenstein, va ser compositora i sòcia de les editorials jueves Shapiro, Valentine. Samuel es va unir al Partit Comunista de la Gran Bretanya quan era un adolescent i en va sortir després de la invasió d'Hongria per la Unió Soviètica el 1956.
Samuel va obtenir una beca per al Balliol College d'Oxford, on es va convertir en membre del grup d'historiadors del Partit Comunista, al costat de Christopher Hill, E. P. Thompson i altres. Va ser cofundador de la revista "Past and Present" el 1952 i va ser pioner en l'estudi de la història de la classe treballadora. Va fundar Partisan Coffee House el 1956 a Soho, Londres, com a lloc de trobada de la nova esquerra britànica.
També va fundar el moviment del Taller d'Història (History Workshop) vinculat al Ruskin College d'Oxford. Samuel i el History Workshop van influir amb intensitat en el desenvolupament de la investigació històrica i la seva escriptura, comunament anomenada "història des de baix".
El 1987 es va casar amb l'escriptora i crítica, Alison Light. L'arxiu de Samuel es troba a la Bishopsgate Library.
Després de la mort de Samuel, el 1996, el Centre d'Història de la Universitat d'East London va passar a denominar-se el Centre Històric Raphael Samuel, en honor del seu paper en la creació del centre. El Centre va ser creat per investigar i documentar la història de Londres d'ençà el segle xviii. En coherència amb la creença de Samuel que els estudis històrics s'estenguessin fora de l'acadèmia, el Centre fomenta la investigació a la comunitat i la publicació de materials que van des de monografies d'acadèmics fins a dissertacions d'estudiants i "Notes and Queries" a la premsa local. Des de setembre de 2009, el Raphael Samuel Center està associat a la Universitat d'East London, el Birkbeck College i el Bishopsgate Institute.
Raphael Samuel va ser enterrat al cementiri de Highgate.

## Obra
- Village Life and Labour (1975)
- Miners, Quarrymen and Saltworkers (1977)
- People's History and Socialist Theory (1981)
- East End Underworld (1981)
- Culture, Ideology and Politics (1983)
- Theatres of the Left: 1880–1935 (1985)
- The Lost World of Communism (1986)
- The Enemy Within: The Miners' Strike of 1984 (1987)
- Patriotism: The Making and Unmaking of British National Identity (1989)
- Patriotism (Volume 2): Minorities and Outsiders (1989)
- The Myths We Live By (1990)
- Theatres of Memory: Volume 1: Past and Present in Contemporary Culture (1996)
- Theatres of Memory: Volume 2: Island Stories: Unravelling Britain (1997)
- The Lost World of British Communism (2006)